# PinchukArtCentre
PinchukArtCentre — центр современного искусства, расположенный в Киеве.

## История
Основан 16 сентября 2006 года в рамках деятельности Фонда Виктора Пинчука.
PinchukArtCentre — это международный центр современного искусства XXI века, открытая платформа для художников, искусства и общества.
PinchukArtCentre расположен в старинном архитектурном ансамбле киевского Бессарабского квартала, который был отреставрирован в начале ХХІ ст. Архитектурный проект и дизайн внутреннего пространства арт-центра был разработан французским архитектором Филиппом Киамбаретта. Центр размещается на 6 этажах и объединяет выставочные залы на 4-х этажах, зал video-lounge и кафе на 6-м этаже, а также административную часть. Общая площадь арт-центра составляет более 3000 кв.м. С момента открытия арт-центр стал одним из самых любимых мест украинской молодежи, киевлян, а также многочисленных туристов столицы. Очень удобный график работы выставок (с 12:00 до 21:00), а также свободный вход дают чудесную возможность для знакомства с лучшими творениями современных художников. Благодаря PinchukArtCentre Киев стал ещё одним заметным местом на карте современного искусства.
Кроме масштабных проектов арт-центр проводит краткосрочные выставки в рамках художественного пространства PAC-UA, предназначеного для демонстрации исключительно новых работ украинских художников. Все выставки в рамках проекта PAC- UA проходят в специальном пространстве на 5-м этаже арт-центра.
С 2008 по 2009 г. в арт-центре было создано специальное пространство для проведения выставок молодых художников. За это время были показаны проекты «Pastime Paradise» Кристины Соломухи (Франция-Украина), «Художественная карта Восточной Европы» группы IRWIN (Словения), «Искусство как подарок» группы Р. Е.П (Украина), «Мечтатели» группы SOSka (Украина), персональная выставка Кейта Сугиура (Япония).
В 2007 и 2009 гг. PinchukArtCentre стал официальным организатором Украинского павильона на 52-й и 53-й Венецианской биеннале с проектами «Поема о внутреннем море» и «Степи мечтателей» соответственно. В 2011 году арт-центр представил выставку Future Generation Art Prize @ Venice — проект-участник официальной параллельной программы 54-й Венецианской биеннале.
В феврале 2011 года арт-центр презентовал проект «Коллекционная платформа: Циркуляция» — постоянную выставку выбранных работ выдающихся международных и украинских художников, работающих в сфере современного искусства. Коллекционная платформа обновляется дважды в год.

## PinchukArtCentre Prize
Премия PinchukArtCentre позиционирует себя как первую общенациональную премию для молодых художников возрастом до 35 лет. Присуждается раз в два года. Процедура конкурса включает в себя выставку 20 претендентов-финалистов, среди которых члены международного жюри выбирают обладателей главной и двух специальных премий. Каждый раз устроители получают более тысячи заявок от соискателей.
Денежное вознаграждение главной премии PinchukArtCentre составляет 100 000 гривен, кроме него победитель получает возможность пройти месячную стажировку в мастерской одного из всемирно известных художников, а также автоматически попадает в число претендентов на международную арт-премию Future Generation. Денежное вознаграждение специальных премий составляет 25 000 гривен за каждую премию, победителям также оплачивается месячная стажировка в мастерских известных художников.
В 2013 году жюри премии PinchukArtCentre присудило и третью специальную премию, объяснив это большим количеством работ высокого уровня. Её получил Даниил Галкин за работу «Турникет». Третья специальная премия не имела денежного вознаграждения, Даниилу Галкину была предложена только стажировка в мастерской одного из известных художников.
Жюри премии в 2013 году:
- Эллен Блюменштайн — главный куратор института современного искусства Kunst Werke (Германия),
- Кэтрин Вуд — куратор Отдела современного искусства и перформанса, Тейт Модерн (Великобритания),
- Дмитрий Озерков — заведующий Сектором современного искусства государственного музея Эрмитаж (Россия),
- Тьерри Распай — директор Лионского музея современного искусства и куратор Лионской биеннале (Франция),
- Леан Сакрамоне — куратор фонда Cartier (Франция),
- Илья Чичкан — художник (Украина),
- Экхард Шнайдер — генеральный директор PinchukArtCentre (Украина).

### Лауреаты премии PinchukArtCentre
Главная премия:
- 2009 — Артем Волокитин,
- 2011 — Никита Кадан,
- 2013 — Жанна Кадырова.

Специальные премии:
- 2009 — Маша Шубина и Алексей Салманов,
- 2011 — Жанна Кадырова и Сергей Радкевич,
- 2013 — Открытая группа, Лада Наконечная и Даниил Галкин.

Приз общественности:
- 2011 — Никита Шаленный,
- 2013 — Анатолий Белов.

## Future Generation Art Prize
Future Generation Art Prize — международный конкурс для художников возрастом до 35 лет. Чередуется с национальной арт-премией PinchukArtCentre, а значит также проводится раз в два года. Денежное вознаграждение главной премии Future Generation Art Prize составляет 100 000 долларов, кроме него победитель получает право на персональную выставку в PinchukArtCentre.
В 2010 году отборочная комиссия получила 6000 заявок из 125 стран, в 2012 году — более 4000 заявок, в 2014 заявки подали более 5000 художников из 58 стран мира. Из них комиссия отбирает 20 финалистов, 21-м финалистом каждый раз становится украинский художник — обладатель главной премии PinchukArtCentre за предыдущий год.

### Лауреаты Future Generation Art Prize
Главная премия:
- 2010 — Синтия Марчелле (Бразилия),
- 2012 — Линетт Ядом-Боакье (Великобритания),
- 2014 — Карлос Мотта (Колумбия), Настио Москито (Ангола).

Специальные премии:
- 2010 — Мирче Николае (Румыния),
- 2012 — Раян Табет, Марва Арсаниос, Ахмет Огют, Миколь Ассаэль и Жонатас де Андраде,
- 2014 — Аслан Гайсумов (Россия), Никита Кадан (Украина), Жанна Кадырова (Украина).

## Кураторская платформа
В октябре 2011 года PinchukArtCentre начал ранее образовательный проект под названием «Кураторская платформа». «Кураторская платформа» — двухлетняя учебно-прикладная программа PinchukArtCentre, направленная на создание нового поколения украинских кураторов и арт-специалистов. Эта программа открыта для украинцев в возрасте до 30 лет. Она дает возможность получить профессиональные знания международного уровня, достаточные для того, чтобы стать экспертом в кураторском деле, организации выставок, связях с общественностью, издательском деле, образовании, технологии в контексте музея современного искусства.
Участниками первого проекта стали пять человек: Лизавета Герман (23 года, Киев), Татьяна Кочубинская (26 лет, Киев), Александр Михед (23 года, Киев), Мария Ланько (25 лет, Киев) и Екатерина Радченко (27 лет, Одесса), которых отборочная комиссия выбрала из более чем 130 претендентов. Слушатели «кураторской платформы» начали двухлетнее обучение в январе 2012 года.
По состоянию на начало февраля 2012 года PinchukArtCentre посетило более 1 475 000 человек.

## Выставки
За время работы PinchukArtCentre представил масштабные проекты:

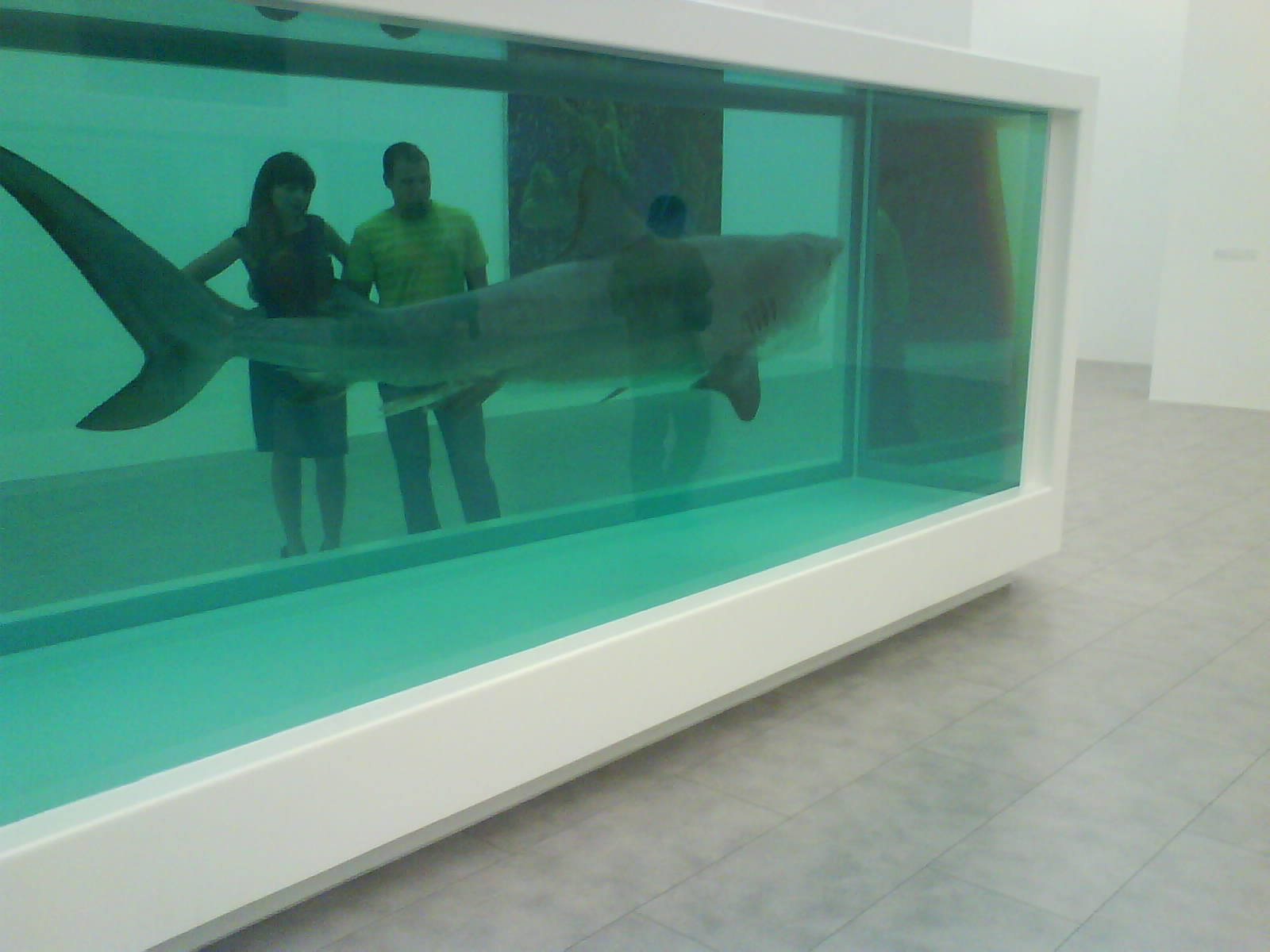
Зал с акулами в галерее арт-центра

- «Новое пространство», групповую выставку ведущих мировых и украинских художников;
- «GENERATIONS.UsA», совместную выставку молодых украинских и американских художников;
- «Вик Мунис: Экспертиза», персональную выставку бразильского художника Вика Муниса;
- «Око подсознания», выставку фотографий 24 современных фотографов из коллекции Элтона Джона;
- «REFLECTION», выставку ведущих художников современности, среди которых Дэмиен Хёрст, Джефф Кунс, Такаси Мураками, Энтони Гормли, Сергей Братков, Олег Кулик и другие;
- «Oneness», персональную выставку японской художницы Марико Мори;
- «Пол МакКартни. Живопись», выставку картин сэра Пола МакКартни;
- «Рейн на Днепре: коллекция Джулии Стошек / Андреаса Гурски», выставку видеоарта и фотографий;
- Выставку британской художницы Сэм Тейлор-Вуд и «21 РОССИЯ», групповую выставку современных российских художников;
- «РЕКВИЕМ», крупнейшую ретроспективу британского художника Дэмиена Херста;
- Выставку 20 номинантов на получение Премии PinchukArtCentre и групповую выставку работ украинских художников старшего поколения «Рыжий лес»;
- Две параллельные персональные выставки — индийца Субодха Гупты «Вера имеет значение» и Сергея Браткова «Украина»;
- Международную групповую выставку «Сексуальность и Трансцендентность»;
- Персональную выставку Такаси Мураками;
- Выставку 21 номинанта международной премии Future Generation Art Prize;
- Персональную выставку южно-африканской художницы Кэндис Брайтц «ТЫ+Я»;
- Персональную выставку мексиканского художника Дамиана Ортеги «Инструментальный бит»;
- Проект «Коллекционная платформа 1: Циркуляция»;
- «Твое эмоциональное будущее», персональная выставка Олафура Элиассона;
- Персональную выставку бразильской художницы Синтии Марселле, обладательницы Главной премии Future Generation Art Prize 2010;
- Выставку 20-ти номинантов Премии PinchukArtCentre 2011;
- «Если в кране нет воды» — персональную выставку украинского художника Александра Ройтбурда в рамках пространства РАС-UA;
- Выставку Ильи Чичкана и Psyfox «Задний проход в музей» — проект в рамках пространства РАС-UA;
- Групповую выставку «Where There is a Will, There is a Chance», посвященную борьбе с ВИЧ/СПИД;
- Персональную выставку Яна Фабра «Дань Бельгийскому Конго», включавшую более 40 монументальных мозаик из крылышек жуков;
- Групповую выставку видеоработ «Деконструкция»
- Проект «Студия твердого телевидения» художницы Алевтины Кахидзе в рамках пространства РАС-UA;
- Групповую выставку украинских художников «Страх и Надежда», посвященную событиям 2013—2014 годов в стране;
- Проект «Биография» художников Открытой группы в пространстве РАС-UA;
- Проект «Субобраз» Ивана Светличного в пространстве РАС-UA;
- Групповую выставку «Borderline», включающую работы украинских художников с 1985 по 2004 годы.

## Руководство
- Арт-директор: Бйорн Гельдхоф [1]
- Исполнительный директор:  Дмитрий Логвин
- Ксения Малых: Руководительница Исследовательской платформы
- Ольга Шишлова: Руководительница публичных программ

## Скандал из-за увольнения медиаторов
В октябре 2019 медиаторы, работавшие в PinchukArtCentre, объединились в профсоюз. Причиной этого они назвали нарушение трудового законодательства, в частности отсутствие больничных и оплачиваемых отпусков. 25 декабря 2019 члены профсоюза провели акцию под стенами PinchukArtCentre, благодаря которой удалось вручить руководству центра официальное письмо о начале переговоров по заключению коллективного договора. Впрочем, после акции всем медиаторам не продлили срочный контракт, а 9 февраля 2020 руководство PinchukArtCentre заявил, что отменяет должность медиаторов. Это решение вызвало большой резонанс в СМИ, после чего руководство центра заявило, что увольнение медиаторов не связано с созданием профсоюза. В знак солидарности с бывшими медиаторами художник Павел Гражданский и художница Валентина Петрова отказались от номинации Премии PinchukArtCentre 2020, о поддержке медиаторов заявили и другие художники.